# Morpho rugitaeniatus
Morpho rugitaeniatus är en fjärilsart som beskrevs av Hans Fruhstorfer 1907. Morpho rugitaeniatus ingår i släktet Morpho och familjen praktfjärilar. Inga underarter finns listade i Catalogue of Life.